# Lubuk Kumbung
Lubuk Kumbung is een bestuurslaag in het regentschap Musi Rawas van de provincie Zuid-Sumatra, Indonesië. Lubuk Kumbung telt 1110 inwoners (volkstelling 2010).